# Henson-gráf
A matematika, azon belül a gráfelmélet területén a Gi Henson-gráf az irányítatlan végtelen gráfok közül az az egyedi, megszámlálható homogén gráf, ami nem tartalmaz i-csúcsú klikket, de tartalmazza az összes Ki-mentes véges gráfot feszített részgráfként. Például a G3 olyan háromszögmentes gráf, ami tartalmazza az összes véges háromszögmentes gráfot.
A gráfok névadója C. Ward Henson, aki 1971-ben megadta az előállításuk módját (minden i ≥ 3-ra). A Henson-gráfok közül az elsőt, a G3-at homogén háromszögmentes gráfnak vagy az univerzális háromszögmentes gráfnak is nevezik.

## Konstrukció
A gráfok megszerkesztése során Henson a Rado-gráf csúcsait úgy rendezi sorba, hogy a csúcsok bármely S véges halmazához végtelen sok olyan csúcs tartozzon, melyeknek S a korábbi szomszédaik halmaza (az ilyen sorozatok létezése a Rado-gráf egyedi jellemzője). Ezután úgy definiálja Gi-t, mint a Rado-gráf feszített részgráfját, amit annak minden i-klikkjének (a sorba rendezés szerinti) utolsó csúcsának eltávolításával kapunk.
Ezzel a konstrukcióval minden Gi gráf a Gi + 1 feszített részgráfja, és a feszített részgráfok ezen láncának uniója éppen a Rado-gráf. Mivel minden Gi gráfból a Rado-gráf minden i-klikkjének legalább egy csúcsa hiányzik, ezért nem szerepel i-klikk a Gi-ben. 

## Univerzalitás
Bármely H véges vagy megszámlálhatóan végtelen i-klikkmentes gráf megtalálható Gi feszített részgráfjaként, csúcsonként felépítve – minden lépésben azt a csúcsot adva hozzá, melynek korábbi Gi-beli szomszédai megfelelnek a hozzá tartozó H-beli csúcs korábbi szomszédainak halmazával. Más szóval, Gi az i-klikkmentes gráfok családjának univerzális gráfja.
Mivel léteznek tetszőlegesen magas kromatikus számú i-klikkmentes gráfok, ezért a Henson-gráfok kromatikus száma végtelen. Ennél erősebb állítás, hogy ha egy Gi Henson-gráfot véges számú feszített részgráfra particionálunk, akkor ezen részgráfok közül legalább egy tartalmazza az összes i-klikkmentes véges gráfot feszített részgráfjaként.

## Szimmetria
A Rado-gráfhoz hasonlóan a G3 tartalmaz kétirányú Hamilton-utat, melyre igaz, hogy az út bármely szimmetriája az egész gráf szimmetriája is. Ez nem igaz azonban általában a Gi gráfokra, ha i > 3: ezekben a gráfokban a gráf minden automorfizmusának egynél több pályája van.

## Fordítás
- Ez a szócikk részben vagy egészben a Henson graph című angol Wikipédia-szócikk ezen változatának fordításán alapul.  Az eredeti cikk szerkesztőit annak laptörténete sorolja fel. Ez a jelzés csupán a megfogalmazás eredetét és a szerzői jogokat jelzi, nem szolgál a cikkben szereplő információk forrásmegjelöléseként.